# 이흥교

## 개요
이흥교는 대한민국의 소방청장을 역임한 대한민국의 소방공무원이다.

## 생애

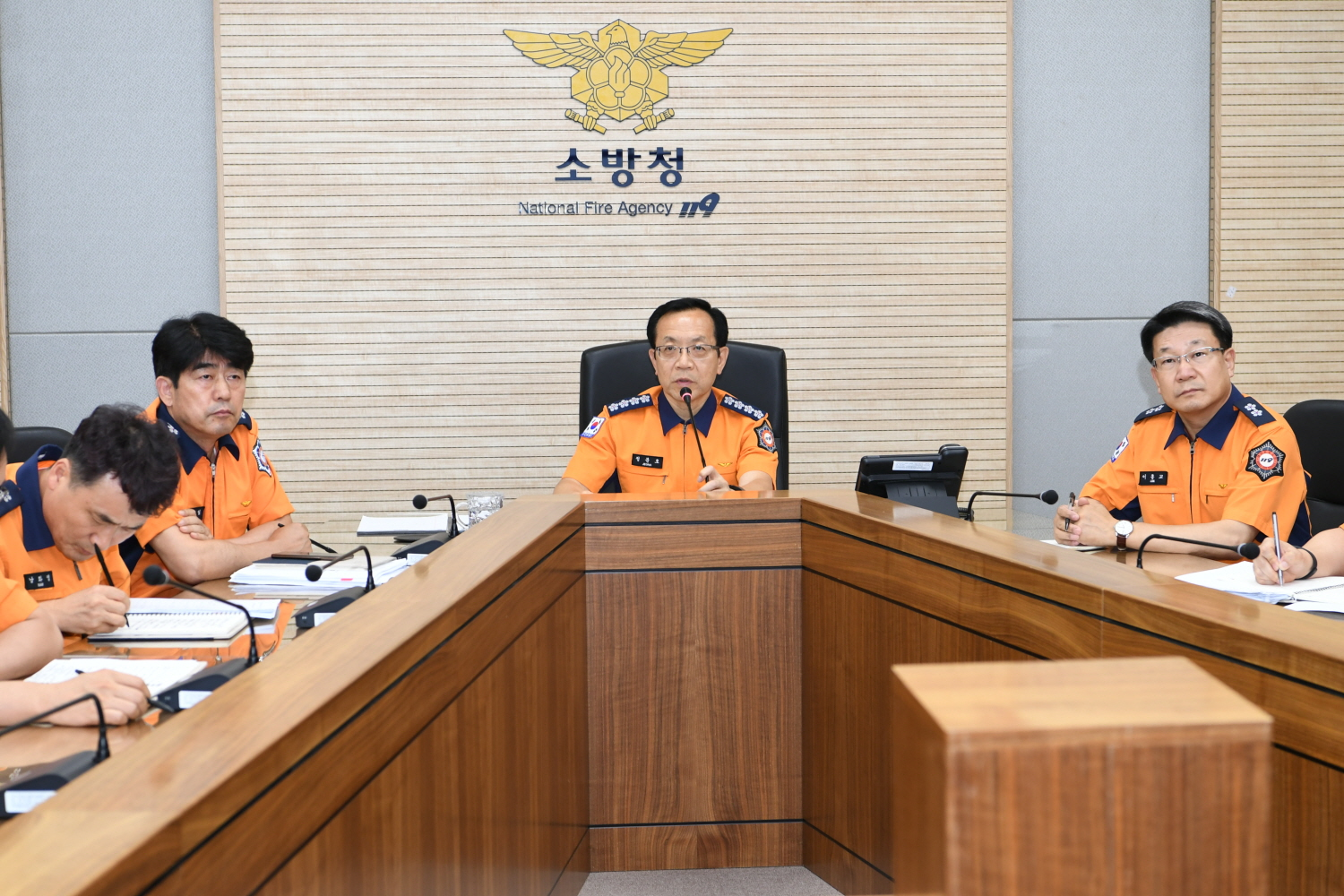
2019 소방청 태풍 타파(TAPAH) 및 아프리카 돼지열병 대처상황 점검 영상회의

1963년 10월 22일 강원도 동해시에서 태어났다. 중·고등학교 학력을 검정고시로 취득하였으며, 이후 한국방송통신대학교에서 행정학 학사 학위를, 강원대학교 방재전문대학원에서 소방방재공학 석사 학위를 각각 취득하였다.
소방간부후보생 제7기로 중앙소방학교를 수료하였으며, 1993년 2월 10일 강원도 지방소방위로 임용되었다. 초기에는 강원도 태백소방서 등에서 근무하였고, 강원도 소방본부 소방행정과에서 행정업무를 담당하였다. 이후 제16대 동해소방서장, 초대 강원도 소방학교장 등의 보직을 거쳤으며, 소방방재청 예방훈련계 계장, 소방재난상황실장, 국민안전처 행정지원팀장 등의 중앙 부처 보직도 역임하였다. 이 과정에서 그는 현장 지휘, 행정 지원, 교육 훈련, 상황 관리 분야에서 실무 경험을 축적하였다.
일정 기간 동안 세종연구소에 교육 파견되었으며, 복귀 후에는 제13대 강원도 소방본부 본부장으로 재직하였다. 이후 소방청으로 전보되어 기획조정관, 차장 등의 보직을 맡았다. 2021년 12월 4일, 소방청장으로 임명되어 소방총감 계급에 올랐다. 이는 소방공무원 최고위직에 해당하는 직위로, 그는 소방청장 재임 기간 동안 중앙행정기관으로서의 소방청 기능 수행에 관여하였다.
소방청장으로 재직하면서 그는 전국 단위 소방헬기 통합 지휘체계 구축 방안, 장애인 대상 맞춤형 소방안전 교육 확대, 지능형 119 자동응답 시스템 고도화, 구급대 응급처치 역량 개선 사업 등을 보고받고 소관 정책을 시행하였다. 또한, 각종 대형 재난 발생 시 현장 대응 체계와 지휘체계를 점검하는 역할을 수행하였다. 이 기간 동안 각 지방자치단체 소방본부장 및 소속 기관들과의 정례 회의, 행정안전부 및 국회 관련 기관과의 예산 협의 업무에도 참여하였다.